# Miroslaw Moszczynski
Miroslaw Moszczynski, född 23 september 1968 i Głogów, Polen, är en bordtennisspelare. Han har bland annat vunnit de polska juniormästerskapen år 1986, och året därpå nådde han semifinalen i de polska seniormästerskapen. Miroslaw var, från och med 1986, medlem i det polska landslaget till början av 1990-talet. Då tog han beslutet om att flytta till Sverige för att fortsätta sin bordtenniskarriär.

## Karriär
Moszczynski vann år 1986 polska juniormästerskapen. Detta ledde till att Moszczynski togs in till landslaget.
Året efter lyckades han och truppen som spelade för ZKS Lumel ta sig upp, för första gången, till den näst högsta ligan och ett år senare kämpade de sig upp till den högsta ligan, Ekstraklasa. 
År 1986 åkte han till Belgien, med landslagstruppen och deltog i de europeiska juniormästerskapen.
År 1987 kvalificerade han sig till de polska seniormästerskapen. I detta mästerskap tog han sig fram till semifinalen. 
År 1988 tog han med sin dubbelspelare, Piotr Kawa, silvret i de polska mästerskapen. Året efter knep han tillsammans med P. Frąckowiak, K. Kaczmarek, L. Błaszczyk och Piotr Kawa lagbronset.
Moszczynski har även deltagit i SM och andra internationella tävlingar runtom i Europa, bland annat Swedish Open Championships. 
Moszczynski är numera tränare för KFUM Jönköping.